# Copa da Liga Escocesa 1992–93
A Copa da Liga Escocesa de 1992-93 foi a 47º edição do segundo mais importante torneio eliminatório do futebol da Escócia. O campeão foi o Rangers F.C., que conquistou seu 18º título na história da competição ao vencer a final contra o Aberdeen F.C., pelo placar de 2 a 1.

## Premiação
| Copa da Liga Escocesa de 1992-93  |
| Escócia                           |
| --------------------------------- |
| Rangers F.C. Campeão (18º título) |